# الإخوان المسلمون أحداث صنعت التاريخ (كتاب)
الإخوان المسلمون: أحداث صنعت التاريخ (رؤية من الداخل) كتاب موسوعي من ثلاثة مجلدات ألفه محمود عبد الحليم عضو الهيئة التأسيسية لجماعة الإخوان المسلمين استعرض فيه تاريخ الجماعة منذ نشأتها وحتي بداية السبعينيات من القرن الماضي.
- الجزء الأول: ويغطي أحداث الفترة من 1928 : 1948
- الجزء الثاني: ويغطي أحداث الفترة من 1948: 1952
- الجزء الثالث: ويغطي أحداث الفترة من 1952: 1971

ظل هذا الكتاب هو المرجع الأشمل والأكبر لتاريخ الجماعة لفترة طويلة، إلا أن الإخوان لم يعتبروه تأريخاً رسمياً لهم حتى صدرت سلسلة «أوراق في تاريخ الإخوان المسلمين» التي تعد التوثيق الرسمي لتاريخ الجماعة وهي تصدر باسم جمعة أمين عضو مكتب الإرشاد بالجماعة.

## وصلات خارجية
- لتحميل الكتاب بصيعة doc جزء1 - جزء2 - جزء3
- الكتاب من موقع المعرفة